# نصرآباد (زاوه)
نصرآباد روستایی در دهستان زاوه بخش مرکزی شهرستان زاوه استان خراسان رضوی ایران است. بر پایه سرشماری عمومی نفوس و مسکن در سال ۱۳۹۰ جمعیت این روستا ۲۵۸ نفر (در ۸۳ خانوار) بوده است.